# SU-122
SU-122 (SU là viết tắt của " Samokhodnaya Ustanovka"; 122 mm là cỡ nòng pháo chính) là tên một loại lựu pháo tự hành bọc thép bánh xích do Liên Xô chế tạo từ thời thế chiến II.

## Lịch sử phát triển
Bộ chỉ huy tối cao Liên Xô trở nên ưa chuộng các loại pháo tự hành xung kích giống như PTHCT StuG-III của Đức từ sau chiến dịch phản công Moscow. Các phiên bản trước như SU-85; SU-100 đều đã thể hiện rất tốt trên chiến trường. Pháo tự hành xung kích có rất nhiều cái lợi như chi phí thiết kế thân-tháp pháo rẻ, ngăn lắp pháo có thể thiết kế lớn hơn tuỳ thích và sau khi thiết kế xong chỉ có việc sửa chữa lại khung tăng. Tuy nhiên, nhược điểm của loại vũ khí này chính là khi muốn quay sang bên trái hoặc phải, kíp chiến đấu phải quay toàn bộ xe tăng về phía đó và điều này gây bất lợi cho những trường hợp đấu tăng ở khoảng cách gần.
Vào tháng 4/1942, hãng thiết kế gửi đơn xem phép ý kiến chọn vũ khí chính cho SU-122.Có ba loại vũ khí được đưa vào xem xét:
- Pháo 76.2 mm ZiS-3.
- Đại bác hỗ trợ bộ binh 122 mm M-30.
- Đại bác hỗ trợ từ xa 152 mm ML-20.

Mười mẫu SG-122 đầu tiên được lắp ráp trên khung PTHCT StuG-III và trang bị pháo chính 122 mm được sản xuất. Tuy nhiên việc sản xuất bị đình trệ không lâu sau đó do sự biểu diễn quá tồi tệ của SG-122 trên chiến trường.
Một mẫu pháo tự hành khác được lắp ráp trên khung tăng T-34 cũng được đưa vào phát triển.Vũ khí chính của nó là pháo 76.2 mm F-34. Vào mùa hè năm 1942, U-34(tên loại pháo tự hành này) được hoàn thành bởi hãng UZTM(Uralmaszzawod - Uralsky) và hai kĩ sư N. W. Kurin-G. F. Ksjunin.U-34 vũ khí giống như T-34, tuy nhiên do thiếu đi phần tháp pháo nên chiều cao của nó giảm đi 70 cm và trọng lượng chỉ có 24.5 tấn(thấp hơn T-34 2 tấn).Lớp giáp bọc phần trước khá mỏng, cả sườn và phần sau gần như không được bọc giáp.Cuối cùng dự án sản xuất U-34 cũng bị huỷ bỏ.
Cuối cùng, UZTM đã tìm cách phối hợp hai mẫu SG-122 và U-34 lại.Công việc này diễn ra từ tháng 7/1942-8/1942.Dự án sửa chữa được lập ra nhằm tìm cách thay thế lại pháo chính và khung tăng.Mẫu pháo tự hành mới này có tên là U-35, nó sử dụng lại toàn bộ hệ thống khung, hệ truyền lực, động cơ của U-34 và trang bị pháo chính mới 122 mm M-30S.Ngăn lắp pháo được thiết kế giống như SG-122.U-35 có lớp giáp bọc mặt trước dày 45 mm.Pháo chính M-30S có thể nâng từ -3° đến +26° và quay được 10 độ sang cả hai bên.Kíp chiến đấu gồm năm người:lái tăng, pháo thủ, người điều khiển súng máy, chỉ huy và hai người thay đạn.Hệ thống ngắm được thiết kế hơi kém, khiến cho người chỉ huy không thể hoàn thành được công việc quan sát một cách chính xác nhất.U-35 sử dụng động cơ V-12(dùng nhiên liệu dầu máy) với công suất 500 hp.Hồng quân Xô-Viết đặt tên cho nó là SU-35(sau này đổi thành SU-122).

## Lược sử sản xuất
SU-122 được chính thức bắt đầu sản xuất vào tháng 12/1942 và xuất xưởng được 27 chiếc.Kế hoạch sản xuất SU-122 là 100 chiếc/mỗi tháng.Việc sản xuất được tiếp tục đến mùa hè năm 1944 với tổng cộng 1150 chiếc SU-122.

## Lịch sử hoạt động

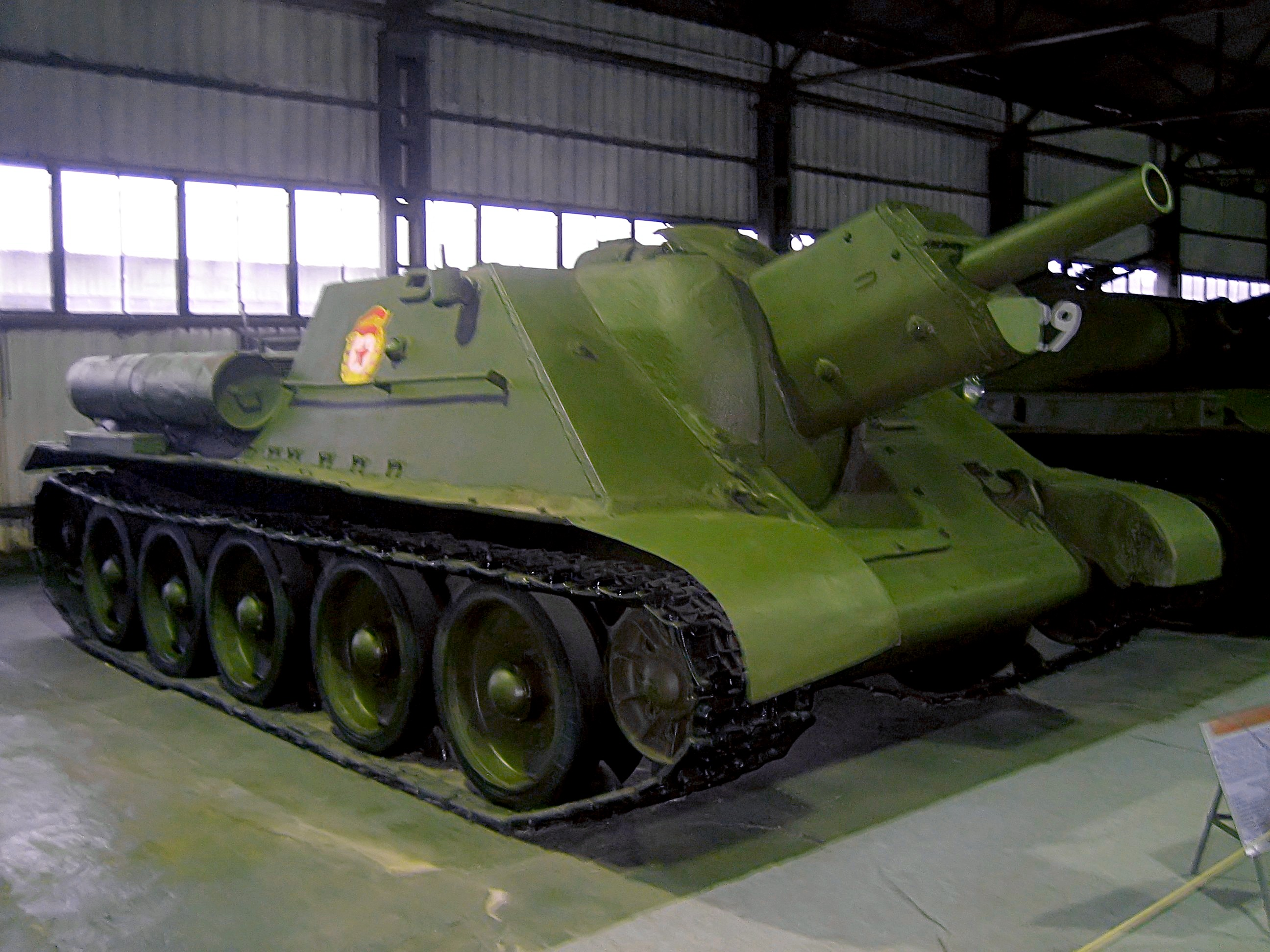
SU-122 tại bảo tàng thiết giáp Kubinka

Những chiếc SU-122 đầu tiên được phân vào các trung đội pháo tự hành 1433 và 1434.Mỗi trung đội này gồm 4 chiếc SU-122(hai khẩu đội pháo) và 4 chiếc SU-76.Trong các trung đội pháo thời bấy giờ, dòng pháo tự hành SU-76 vẫn được chọn làm tăng chỉ huy.Về sau, có kế hoạch phân 30 khẩu pháo tự hành mỗi trung đội, kèm theo một sư đoàn thiết giáp.
Vào tháng 1/1943, trung đội 1433 và 1434 được gửi đến mặt trận Volkhov, gần Leningrad và được nhập chung lại với sư đoàn số 54.Vào ngày 14/1, khẩu đội SU-122 lần đầu hoạt động tại Smierdny.Để có thể hoạt động một cách an toàn và có hiệu quả, SU-122 phải tác xạ cách các loại tăng chiến đấu từ 400–600 m, nhưng đôi khi khoảng cách này rút ngắn lại là từ 200–300 m.
Sự phối hợp giữa SU-76 và SU-122 trên chiến trường ban đầu được cho là một giải pháp hữu hiệu nhưng về sau quân đội Liên Xô đã ghi nhận được sự phối hợp này là rất tai hại.Vì thế trung đội pháo được phân lại, một trung đội chỉ được phép có hai khẩu đội PTHCT SU-76 và ba khẩu đội PTHCT SU-122, tổng cộng là hơn 20 khẩu pháo tự hành.Vào tháng 4, sự phân chia trong các trung đội pháo tiếp tục được chia lại, lần này khẩu đội PTHCT SU-76 và khẩu đội PTHCT SU-122 được tách ra riêng biệt với nhau.
Một trung đội PTHCT thường thường có khoảng bốn khẩu đội pháo tự hành và mỗi khẩu đội gồm bốn chiếc SU-122.Ngoài ra, mỗi trung đội còn có một vài chiếc tăng chỉ huy T-34 và xe bọc thép BA-64.Cách phân này được giữ đến tận năm 1944 khi các loại pháo tự hành mới ra đời thay thế cho SU-122 như SU-152, ISU-122, SU-85 và ISU-152.
Pháo tự hành SU-122 được dùng vào để phòng vệ các chiến tuyến.Loại đạn 122 mm HE mà SU-122 sử dụng có thể thổi tung được cả tháp pháo của Tiger-I.Tuy nhiên một số loại pháo tự hành hạng nặng của Đức Quốc xã có lớp giáp trước lên đến 200 mm thì SU-122 không thể xuyên được giáp từ mọi khoảng cách.Vào tháng 5/1943, loại đạn BP-460A HEAT mới được trang bị cho SU-122.
Có ít nhất một chiếc SU-122 đã bị quân đội Đức bắt được.
Một số lượng nhỏ SU-122 còn sót lại sau thế chiến II.Nhưng hiện tại chỉ còn lại một chiếc duy nhất tại bảo tàng Kubinka.

## Biến thể

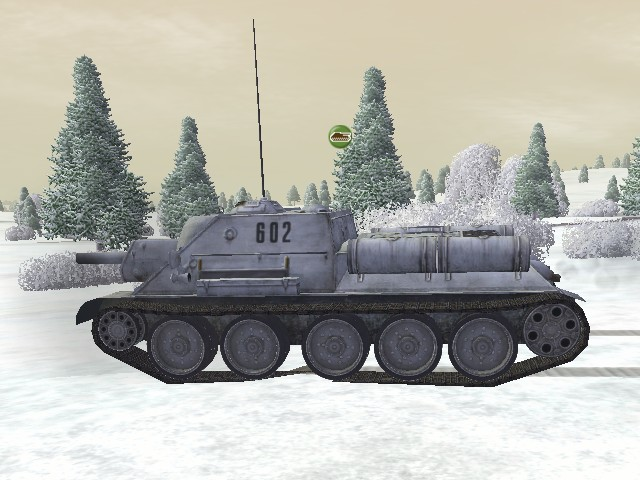
SU-122 xuất hiện trong trò chơi điện tử

### SU-122M
Mặc dù SU-122 được nhân rộng sản xuất, nhưng nó vẫn được thiết kế thêm các loại biến thể nhằm giảm bớt chi phí.Vì pháo M-30S chiếm quá nhiều chỗ bên trong thân tăng khiến cho ngăn điều khiển bị hẹp lại, hai người nạp đạn và pháo thủ phải rất khó khắn mới có thể quay được khẩu pháo sang phía khác.Vào tháng 1/1943, dự án thay thế vũ khí được thành lập nhằm tìm một loại pháo mới thay thế cho M-30S.
Mẫu biến thể SU-122M được hoàn thành vào tháng 4/1943.Nó có chỗ trống bên trong rộng hơn, pháo D-30S được thay thế bằng pháo D-11(một mẫu biến thể của pháo U-11).Tuy nhiên do sự thành công của PTHCT SU-85 nên SU-122M không được đưa vào sản xuất.

### SU-122-III
Một mẫu biến thể khác cũng được hoàn thành đó chính là SU-122-III.SU-122-III được lắp ráp dựa trên khung PTHCT SU-85 và được trang bị pháo chính 122 mm D-6(nhẹ và gọn hơn pháo D-11).Nhưng mẫu biến thể này có một số vấn đề liên quan đến hệ thống đẩy của pháo và chức năng chống tăng khá yếu.Cuối cùng mẫu biến thể SU-122-III bị huỷ bỏ.Một số bản thiết kế khác liên quan đến việc thay thế pháo 122 mm D-30S cũng bị tập đoàn bỏ dở hoặc không thực hiện.